# پانکراتیت حاد
پانکراتیت حاد یا نکروز حاد لوزالمعده  التهاب ناگهانی لوزالمعدهاست؛ که می‌تواند عوارض شدید و مرگ و میر بالایی علی‌رغم درمان بر جای گذارد، در حالی که موارد خفیف اغلب با اقدامات حمایتی مانند پرهیز از خوردن و رهیدراسیون وریدی، با موفقیت درمان می‌شوند. موارد شدید ممکن است نیاز به بستری در بخش مراقبت‌های ویژه یا حتی عمل جراحی برای مقابله با عوارض ناشی از این بیماری داشته باشند.

## علائم و نشانه‌ها
شایع‌ترین علائم و نشانه‌ها عبارتند از:
- درد شدید اپیگاستر (درد فوقانی شکم) که در ۵۰٪ از موارد به پشت ارجاع می‌یابد.
- تهوع
- استفراغ
- کاهش اشتها
- تب
- لرز
- بی‌ثباتی و اختلال همودینامیک از جمله شوک
- تاکی کاردی (ضربان قلب سریع)
- دیسترس تنفسی
- پریتونیت
- سکسکه

اگر چه این‌ها علائم شایع هستند، ولی همیشه وجود ندارند. درد معمولی شکم ممکن است تنها علامت باشد.
نشانه‌هایی که کمتر رایج هستند و نشان دهنده بیماری شدید؛ عبارتند از:
- (Grey-Turner's sign) علامت ترنر (تغییر رنگ هموراژیک پهلوها)
- (Cullen's sign) علامت کالن (تغییر رنگ هموراژیک اطراف ناف)
- Pleural effusions یا ارتشاح در جنب (مایع در قاعده حفره پلور)
- (Grünwald sign) علامت گرونولد (مشاهده اکیموز بزرگ و کبودی اطراف umbilicus با توجه به ضایعه موضعی توکسیک عروق)
- (Körte's sign) علامت کورتی (درد یا مقاومت در منطقه ای که در آن سر پانکراس واقع شده‌است (در اپیگاستر، ۶–۷ سانتی‌متر بالای ناف)
- علامت Kamenchik (درد با فشار زیر زائده زایفوئید)
- علامت Mayo-Robson's (درد هنگام فشار در بالای زاویه بین سطح خارجی عضلات ارکتور اسپاینا و زیر دنده ۱۲ سمت چپ یا زاویه کوستو ورتبرال چپ ((left costovertebral angle (CVA))[۲]
- نقطهٔ Mayo-Robson یک نقطه در مرز بین ۲/۳ داخلی و ۱/۳ خارجی خطی است که ربع فوقانی چپ را نشان می‌دهد که در بیماری‌های لوزالمعده در آن حساسیت به لمس در فشار وجود دارد. در این نقطه دم پانکراس در دیواره شکم قرار دارد.
- علامت Pandiaraja اکیموز ناحیهٔ آگزیلاری سمت راست.[۳]

## علل

### شایع‌ترین علل
- الکل
- سنگ‌های صفراوی
- اختلالات متابولیک: پانکراتیتهای ارثی، هیپرکلسمی‌ها، تری گلیسیرید افزایش یافته، سوء تغذیه
- ERCP
- ترومای شکم
- زخم نافذ
- سرطان سر پانکراس و دیگر سرطان
- داروها: دیورتیک‌ها (مانند تیازیدها، فورزماید), gliptins (به عنوان مثال vildagliptin, sitagliptin, saxagliptin, linagliptin), تتراسایکلین، سولفونامیدها، استروژن‌ها، آزاتیوپرین و مرکاپتوپرین، پنتامیدین، سالیسیلات‌ها، استروئیدها، Depakote.[نیازمند منبع]
- عفونت‌ها:اوریون‌ها، هپاتیت‌های ویروسی، ویروس B coxsackie، سیتومگالوویروس، مایکوپلاسما پنومونیه، آسکاریس
- ناهنجاری‌های ساختاری: divisum پانکراس، choledochocele
- پرتودرمانی
- پانکراتیت خود ایمن

### علل کمتر شایع
- سم عقرب
- فلوک (کرم) چینی کبد
- ایسکمی ناشی از عمل جراحی بای پس
- جراحی دریچه قلب[۴]
- نکروز چربی
- بارداری
- عفونت‌های دیگر علاوه بر اوریون از جمله واریسلا زوستر
- دو ماراتن مکرر
- هیپرپاراتیروئیدیسم
- والپروئیک اسید
- کیستیک فیبروزیز
- بی اشتهایی یا پرخوری
- واکنش کدئین فسفات[۵][۶]